# Sinclairsholm slot
Sinclairsholm er et slot i Gumlösa socken i Hässleholms kommun i Skåne i Sverige.
Den nuværende hovedbygning opførtes i 1788 i træ efter en brand. På godset er der nu en restaurant, og om sommeren er der guidede ture.

## Historie
Godset blev grundlagt i 1620'erne af lensmanden på Landskrona slot, den danske rigsråd Andrew Sinclair. Det har siden tilhørt hans søn Kristian Sinclair, Jochum Beck på Torup, Jørgen Marsvin, landshøvding Håkan Nilsson Skytte, i hvis slægt det var til 1808. Det har siden været ejet af slægten Gyllenkrook. Via friherreinde Eva Barnekow, født Gyllenkrook, kom godset til familien Barnekow, og ejes i dag af friherre Johan Barnekow.

## Eksterne kilder og henvisninger
- Sinclairsholms webbplats
- Om Sinclairsholm, Sylve Åkesson Arkiveret 31. juli 2010 hos  Wayback Machine
- Sinclairsholm i Nordisk familjebok (2. udgave, 1917)

56°10′30″N 13°58′21″Ø / 56.17500°N 13.97250°Ø